# さるく人吉
さるく人吉（人吉タウンバス）は、熊本県人吉市で運行していたコミュニティバスである。2010年3月に運行開始して以降、2度のダイヤ改正がおこなわれ、のちに平日のみの運行となったが、2012年9月30日をもって廃止された。

## 概要
- JR九州の2009年春のダイヤ改正で、2009年4月25日より人吉駅 - 熊本駅間を運行する観光列車「SL人吉」の運行開始に合わせて運行されている「人吉周遊バス（じゅぐりっと号）」は、これまで九州自動車道人吉インターチェンジと人吉駅とを接続する役割を持たせていたが、人吉市内中心部の観光路線として特化し、公共交通機関の接続や市民の利便性向上につながる市内巡回型の新たなバス路線として運行が決定。2010年3月1日に運行を開始した。
- 産交バス人吉営業所を起点に、福岡・熊本・宮崎・鹿児島方面の高速バスが乗り入れる人吉インターチェンジ乗降口や人吉駅からこれまで路線バス空白地帯だった願成寺町周辺や温泉町周辺を結ぶ。市内中心部への通勤、通院、買い物等で利用しやすいようにバス停と時間を設定。「じゅぐりっと号」でカバーできない温泉町方面への誘客も可能となる。また運行時刻は、高校生の通学時間にも合わせているため、人吉駅から人吉高校や球磨工業高校への通学にも便利である。運賃は通常の路線バスと同じキロ加算で、乗車区間で異なる（均一運賃ではない）。

### 2010年11月改正
2010年11月1日にダイヤ改正され、運行本数や経路は変更はないが、運行時刻が一部変更されたほか、人吉IC乗降口発の温泉町線（直行）（系統番号「温6」）が新設された。また人吉IC乗降口発の温泉町線は、1日3便から1日4便に増便された。

### 2011年8月改正
2011年8月1日にダイヤ改正された。2010年3月1日の運行開始から人吉産交-人吉インターチェンジ乗降口間での運行だったが、運行経路が更に拡大され、人吉インターチェンジ乗降口や瓦屋町を経由し、市営立野団地や球磨工業高校下、村山公園まで延伸された。新たに7ヶ所のバス停が新設された。また7月31日までは、平日及び土日・祝祭日ダイヤで毎日運行していたが、今回の改正では、平日のみの運行となり、土日・祝祭日は運休となる。
2012年9月30日の運行を以って人吉タウンバスの運行は廃止となった。また「人吉周遊バス」と共通利用できる定期券「1ヵ月フリーパス」も同日を以って廃止された。

## 運行ルート

### 2011年8月1日から2012年9月30日まで
- 温泉町線・温泉町線（直行）の2路線を運行。各路線の経路は以下のとおり（太字は新設停留所）。

温泉町線 系統番号は、人吉産交発は「1」、村山公園発は「2」（「2」は以下の逆順）。
人吉産交⇒小林脳神経外科前⇒ほうらい茶屋前⇒ゆめマート入口⇒ハローワーク前⇒堤病院前⇒林⇒しらさぎ荘前⇒温泉町⇒下薩摩瀬⇒ゆめマート前⇒ほうらい茶屋前⇒小林脳神経外科前⇒人吉産交⇒青井神社裏⇒人吉駅前⇒中青井町⇒人吉郵便局前⇒西九日町⇒人吉橋⇒球磨地域振興局⇒人吉市役所別館前⇒球磨地域振興局⇒総合病院前⇒新町⇒札の辻夫婦恵比寿神社前⇒九日町⇒二日町⇒外山病院前⇒泉田保育園前⇒北泉田町⇒人吉高校前⇒願成寺温泉前⇒人吉願成寺郵便局前⇒ホームセンタートクマル前⇒願成寺⇒変電所前⇒イスミインター店前⇒人吉IC乗降口⇒人吉IC前⇒鬼木団地前⇒スーパーキッド前⇒ドラッグストアモリ前⇒上瓦屋町⇒立野団地前⇒球磨工業高校下⇒村山公園
温泉町線（直行） 系統番号は「3」。
人吉産交⇒小林脳神経外科前⇒ほうらい茶屋前⇒ゆめマート入口⇒ハローワーク前⇒堤病院前⇒林⇒しらさぎ荘前⇒温泉町⇒下薩摩瀬⇒ゆめマート前⇒ほうらい茶屋前⇒小林脳神経外科前⇒人吉産交⇒青井神社裏⇒人吉駅前⇒中青井町⇒人吉郵便局前⇒西九日町⇒九日町⇒二日町⇒外山病院前⇒泉田保育園前⇒北泉田町⇒人吉高校前⇒願成寺温泉前⇒人吉願成寺郵便局前⇒ホームセンタートクマル前⇒願成寺⇒変電所前⇒イスミインター店前⇒人吉IC乗降口⇒人吉IC前⇒鬼木団地前⇒スーパーキッド前⇒ドラッグストアモリ前⇒上瓦屋町⇒立野団地前⇒球磨工業高校下⇒村山公園

### 2010年3月1日から2011年7月31日まで
- 温泉町線・温泉町線（直行）・別館線の3路線を運行していた。各路線の経路は以下のとおり（太字は新設停留所）。

温泉町線 系統番号は「イ3」「温4」（「温4」は以下の逆順）。
人吉産交⇒小林脳神経外科前⇒ほうらい茶屋前⇒ゆめマート入口⇒ハローワーク前⇒堤病院前⇒林⇒しらさぎ荘前⇒温泉町⇒下薩摩瀬⇒ゆめマート前⇒ほうらい茶屋前⇒小林脳神経外科前⇒人吉産交⇒青井神社裏⇒人吉駅前⇒中青井町⇒人吉郵便局前⇒西九日町⇒札の辻夫婦恵比寿神社前⇒新町⇒総合病院前⇒球磨地域振興局⇒人吉市役所別館前⇒球磨地域振興局⇒総合病院前⇒新町⇒札の辻夫婦恵比寿神社前⇒九日町⇒二日町⇒外山病院前⇒泉田保育園前⇒北泉田町⇒人吉高校前⇒願成寺温泉前⇒人吉願成寺郵便局前⇒ホームセンタートクマル前⇒願成寺⇒変電所前⇒イスミインター店前⇒人吉IC乗降口
温泉町線（直行） 系統番号は「イ5」「温6」（「温6」は以下の逆順）。
人吉産交⇒小林脳神経外科前⇒ほうらい茶屋前⇒ゆめマート入口⇒ハローワーク前⇒堤病院前⇒林⇒しらさぎ荘前⇒温泉町⇒下薩摩瀬⇒ゆめマート前⇒ほうらい茶屋前⇒小林脳神経外科前⇒人吉産交⇒青井神社裏⇒人吉駅前⇒中青井町⇒人吉郵便局前⇒西九日町⇒九日町⇒二日町⇒外山病院前⇒泉田保育園前⇒北泉田町⇒人吉高校前⇒願成寺温泉前⇒人吉願成寺郵便局前⇒ホームセンタートクマル前⇒願成寺⇒変電所前⇒イスミインター店前⇒人吉IC乗降口
別館線 系統番号は「イ1」「産2」（「産2」は以下の逆順）。
人吉産交⇒青井神社裏⇒人吉駅前⇒中青井町⇒人吉郵便局前⇒西九日町⇒札の辻夫婦恵比寿神社前⇒新町⇒総合病院前⇒球磨地域振興局⇒人吉市役所別館前⇒球磨地域振興局⇒総合病院前⇒新町⇒札の辻夫婦恵比寿神社前⇒九日町⇒二日町⇒外山病院前⇒泉田保育園前⇒北泉田町⇒人吉高校前⇒願成寺温泉前⇒人吉願成寺郵便局前⇒ホームセンタートクマル前⇒願成寺⇒変電所前⇒イスミインター店前⇒人吉IC乗降口

## 運行ダイヤ

### 2010年3月1日から10月31日まで
- 平日：上下16便、土日・祝祭日：上下10便（運行時刻は土曜・日祝日は共通）
  - 温泉町線は、1日各3便。毎日運行。所要時間約44分。
  - 温泉町線（直行）は、1日1便。平日のみの運行。所要時間約33分。
  - 別館線は、人吉産交⇒人吉IC乗降口（イ1）は、平日は4便、土日・祝祭日は2便運行。人吉IC乗降口⇒人吉産交（産2）は、平日は5便、土日・祝祭日は2便のみの運行となる。所要時間約29分。
  - 人吉産交17:28発と人吉IC乗降口18:00発は、上り・下りで運行時刻が重なるため、ラッピングバスではなく一般路線バスの車両での運行となる。

### 2010年11月1日から
- 平日：上下16便、土日・祝祭日：上下10便（運行時刻は土曜・日祝日は共通）
  - 温泉町線は、人吉産交発は1日3便、人吉IC乗降口発は1日4便。毎日運行。所要時間約44分。
  - 温泉町線（直行）は、1日2便。平日のみの運行。所要時間約33分。
  - 別館線は、人吉産交⇒人吉IC乗降口（イ1）は、平日は4便、土日・祝祭日は2便運行。人吉IC乗降口⇒人吉産交（産2）は、平日は3便、土日・祝祭日は1便のみの運行となる。所要時間約29分。

### 2011年8月1日から
- 上下13便（平日のみ運行。土曜・日祝日は運休）
  - 温泉町線は、人吉産交発、村山公園発ともに1日6便。
  - 温泉町線（直行）は、1日1便。

## 運行会社・運賃
- 産交バス人吉営業所が担当した。
- 運賃は大人片道130円 - 290円。主な区間の運賃は以下の通り。
  - 人吉産交 - 温泉町 下薩摩瀬経由:130円・ハローワーク経由:140円
  - 人吉産交 - 人吉駅前 130円
  - 人吉産交 - 人吉市役所別館前 150円
  - 人吉産交 - 九日町 130円
  - 人吉産交 - 人吉IC乗降口 230円
  - 人吉駅前 - 温泉町 150円
  - 人吉駅前 - 人吉市役所別館前 130円
  - 人吉駅前 - 九日町 130円
  - 人吉駅前 - 人吉高校前 130円
  - 人吉駅前 - 人吉IC乗降口 200円
  - 人吉駅前 - 球磨工業高校下 270円
  - 人吉IC乗降口 - 人吉市役所別館前 210円
  - 人吉IC乗降口 - 球磨地域振興局 210円
  - 人吉IC乗降口 - 温泉町 290円
- 産交バス発行の回数乗車券及び各社共通1日乗車券「わくわく1dayパス」（熊本県内版）、SUNQパスは全九州版・北部九州版はいずれも使用可能。TO熊カードは使用不可であった。
- 通勤や通学で利用しやすいように「じゅぐりっと号」と共用の1ヵ月間乗り放題の「1ヵ月フリーパス券」（一般2,000円・学生1,000円）もあった。

## 車両
- 日野・ポンチョを使用（運行開始前は、一般路線の車両として使用されていた）。
  - ネーミングと車両デザインは人吉市が提案。「SL人吉」や2009年4月1日に運行開始されたくま川鉄道のリニューアル車両「KUMA-1」「KUMA-2」などの鉄道車両を手がける水戸岡鋭治が車体デザインを手がけ、ボディカラーは、人吉をイメージした濃いブラウンを基調とした落ち着いた外観となっていた。また出入り口のドア部分は、青井阿蘇神社にある鳥居を意識した赤色を配した。なおネーミングは田中信孝市長が考案した。

※運行終了後は、再び一般路線に転用され、車体も一般路線用カラーに変更されている。